# Tomas Tobé
Tomas Gunnar Tobé, né le 16 février 1978 à Gävle, est un homme politique suédois. Il est membre du parti les Modérés, dont il est le secrétaire de 2015 à 2017. Il est député au Riksdag de 2006 à 2019 et siège au Parlement européen depuis 2019.

## Biographie
Tomas Tobé est né à Gävle. Élu au Riksdag en 2006, il y préside la commission du Marché du travail de 2010 à 2012, celle de l'Éducation de 2012 à 2014, et celle de la Justice de 2017 à 2018. De 2015 à 2017 il est le secrétaire des Modérés. En 2014 son nom a été prononcé comme successeur possible du chef du parti Fredrik Reinfeldt mais Tobé a refusé, choisissant de se ranger derrière la candidature d'Anna Kinberg Batra.
En 2019 il est la tête de liste des Modérés aux élections européennes. Il obtient 150,726 vote préférés, plus qu'aucun autre candidat suédois. Dans le Parlement européen il préside la Commission du développement.
Lors de la neuvième législature du Parlement européen (2019-2024), il est rapporteur de l'un des textes du Pacte sur la migration et l'asile.

### Vie privée
Tomas Tobé habit à Tyresö au sud de Stockholm. Il est marié avec son compagnon Markus, avec qui il élève des jumeaux nés de mère porteuse.